# Joan I de Tessàlia
Joan I de Tessàlia o Joan Ducas el bastard, fou governant de Tessàlia, regió que el seu pare, Miquel II dèspota de l'Epir, li va deixar a la seva mort l'any 1266 o 1268.
El govern de Joan I va estar marcat per les ambicions dels tres que cobejaven la possessió dels seus dominis: l'emperador romà d'Orient, Carles d'Anjou i la seva cunyada Anna, esposa de Nicèfor de l'Epir que, semblava tenir més predisposició cap a l'emperador que cap al seu marit.

## Confusions d'identificació
Joan —grec: Ἰωάννης Α' Δούκας— era fill il·legítim de Miquel II i, probablement el primogènit de tota la seva descendència. La seva mare era membre de la distingida família Gangrè. Generalment les fonts documentals s'hi referien pel cognom «Ducas», cosa que va portar a una confusió entre alguns cronistes llatins que van confondre el seu cognom amb un títol i deien que era «duc de Neopàtria». Altres l'anomenaven "Joan Àngel" per la branca Àngel-Comnè de la qual descendia el seu pare, però això va portar a confondre'l amb un avantpassat proper seu, Joan I Comnè Ducas. El títol que tenia, concedit per l'emperador romà d'Orient Miquel VIII Paleòleg vers el 1272, era el de sebastocràtor.
Era germanastre de Nicèfor I Àngel que, per ser fill legítim, va rebre del seu pare el títol de dèspota de l'Epir. Va tenir un altre germanastre també anomenat Joan, que pel fet de tenir el mateix nom, va contribuir a més confusions.

## Al servei del seu pare
No se sap res de la seva vida abans del 1259, llevat del fet que estava casat amb una filla d'un noble valac de Tessàlia. La seva esposa és coneguda també pel nom monàstic que va adoptar a la mort del seu marit, Hypomone (υπομονή, «Paciència»). Va participar en l'exèrcit al servei del seu pare, durant els esdeveniments que van acabar en la batalla de Pelagònia el 1259, comandant un contingent de valacs. Joan va tenir un paper crucial en aquesta batalla, ja que amb la seva deserció, va contribuir a la desfeta de la coalició formada pel seu pare, el príncep Guillem II d'Acaia i el rei Manfred I de Sicília. El motiu exacte de la deserció i de la derrota no és clar, ja que les diverses fonts documentals ofereixen diferents versions del conflicte. El cronistes Jordi Paquimeres i Marino Sanudo Torcello narren que durant el març, Joan va quedar indignat per l'actitud d'alguns cavallers aqueus que, obertament, mostraven desig per la seva bella dona. Les coses van anar a pitjor quan Guillem d'Acaia no tan sols no va castigar aquests homes, sinó que a més va insultar Joan recordant-li el seu origen bastard. Llavors Joan va decidir abandonar una coalició on no era respectat, però abans es va assegurar que no hi hauria represàlies contra el seu pare; tots els epirotes van marxar també abans que comencés la batalla i les tropes dels llatins es van veure desbordades per les dels romans d'Orient.
Joan, passat al bàndol contrari, va acompanyar els nicens en la seva ràpida ocupació de l'Epir, però aviat el van ignorar. Ell va portar els seus propis soldats fins a Vonitsa, des d'on va contactar amb el seu pare que havia cercat refugi a les illes Jòniques. Miquel va acceptar les disculpes del seu fill i va tornar amb ell a la seva terra. El control nicè a l'Epir encara no estava consolidat i pare i fill es van esforçar per recuperar els seus antics dominis, primer Arta i després Ioànnina. En poc temps van aconseguir fer fora els nicens de l'Epir. El germanastre de Joan, Nicèfor I Àngel fou enviat la primavera del 1260 a recuperar Tessàlia, missió que va acomplir i a més va capturar el general nicè Aleix Estrategopul, encara que no van poder evitar que un petit enclavament nicè romangués intocable a l'est de l'Epir. Malgrat que a Joan se l'ha associat a la regió de Tessàlia i, anteriorment, amb Pelagònia, no se l'esmenta amb relació a l'administració d'aquests territoris abans del 1260, els quals sembla que van estar sota control de Nicèfor.

## Governant de Tessàlia
El 1267 o 1268 va morir Miquel II i el govern dels seus dominis va quedar repartit entre els seus fills: Nicèfor (l'Epir pròpiament dit) i Joan (Tessàlia). Segons el cronista Nicèfor Gregoràs, el domini de Joan s'estenia des del mont Olimp al nord fins al mont Parnàs al sud, amb el riu Aqueloo fent de frontera amb els territoris de Nicèfor; la capital era Neopàtria. Va cercar una aliança amb l'Imperi Romà d'Orient i Miquel VIII Paleòleg li va donar el títol de sebastocràtor al mateix temps que el nebot de Miquel es va casar amb una filla de Joan el 1272. Això no obstant, la relació entre els dos estats no va ser amistosa. Quan un exèrcit comandat pels generals Joan Paleòleg i Aleix Kaballarios el va sorprendre a Neopàtria i va assetjar la seva fortalesa l'any 1275, es va salvar fugint entre les files enemigues fent-se passar per un mosso que buscava un cavall extraviat i així va arribar fins al duc d'Atenes, Joan I de la Roche, el qual li va proporcionar 300 cavallers; amb aquesta tropa va tornar a Neopàtria i va fer dispersar l'enemic. A canvi d'aquest suport Joan va donar en matrimoni la seva filla al fill del de la Roche, Guillem, juntament amb les ciutats de Zetounion, Gardiki, Gravia i Siderokastron com a dot.
No gaire després es va unir a una coalició de potències (Despotat de l'Epir Sèrbia i Bulgària) que es va formar per donar suport als plans de Carles I d'Anjou, rei de Nàpols i Sicília, que s'havia proposat restaurar l'Imperi Llatí. Quan Miquel VIII Paleòleg va provar d'aturar l'atac de Carles mitjançant la unió de les esglésies Catòlica i Ortodoxa en el Concili de Lió II, Joan va convocar un sínode a Neopàtria l'1 de maig del 1277 el qual va anatematitzar l'emperador, el patriarca Joan Vec i el papa. En resposta es va convocar un altre sínode a Santa Sofia el 16 de juliol, en què Joan i el seu germà Nicèfor foren anatematitzats. Joan va convocar un sínode més a Neopàtria que es va celebrar el desembre del 1277, en el qual un concili de vuit bisbes, uns quants abats i cent monjos van tornar a anatematitzar l'emperador, el patriarca i el papa.
Els romans d'Orient van realitzar una altra invasió a Tessàlia el 1277, que Joan va fer retrocedir a Farsàlia. Els aliats mongols dels romans d'Orient, de l'horda del Nogai Noyan es van enfrontar a ells amb més èxit. Miquel VIII va morir el 1282 mentre preparava una nova invasió a Tessàlia. Amb el seu successor Andrònic II Paleòleg semblava que les relacions podrien millorar però aquesta possibilitat se'n va anar en orris pel seu germanastre Nicèfor. El 1283 o 1284 Nicèfor i la seva esposa Anna Paleòloga (neboda de Miquel VIII) van convidar el fill de Joan, Miquel, a anar a l'Epir per casar-se amb la filla d'ells i ser l'hereu de llur estat, però en realitat es tractava d'un parany: el van arrestar, el van lliurar a l'emperador i aquest el va deixar morir empresonat el 1307 a Constantinoble. Joan es va venjar envaint l'Epir i capturant algunes fortaleses costaneres.
Joan va morir poc abans del març del 1289. Durant molts anys, alguns historiadors van marcar erròniament el 1296 com la data de la seva mort, entre ells Karl Hopf.

## Matrimoni i descendència
Amb la seva esposa, coneguda pel nom monàstic Hypomone va tenir els següents fills:
- Miquel, que va morir pres a Constantinoble el 1307.
- Constantí, (mort el 1303), que el va succeir com a governant de Tessàlia el 1289, es va casar amb Anna Euagionissa, amb la qui va tenir almenys un fill anomenat Joan Ducas (mort el 1318), també governant de Tessàlia.
- Teodor (mort c. 1300), que va estar al servei del seu pare en el govern de Tessàlia.
- Helena Angelina Comnena, casada en primeres núpcies amb Guillem I de la Roche, duc d'Atenes, i en segones amb Hugues de Brienne, comte de Lecce (c. 1240 – 1296).
- Una filla de nom desconegut que es va casar amb Andrònic Tarcaniota, nebot de l'emperador Miquel VIII Paleòleg.
- Helena Ducena Angelina, que es va casar amb el rei Esteve Uroš II Milutin de Sèrbia (c. 1253 – 1321).
- Una filla de nom desconegut, que va estar promesa al futur emperador Todor Svetoslav I Terter de Bulgària.